# Войнівка (Полтавський район)
Во́йнівка — село в Україні, у Чутівській селищній громаді Полтавського району Полтавської області. Населення становить 446 осіб. Колишній центр Войнівської сільської ради.

## Географія
Село Войнівка знаходиться на лівому березі річки Коломак, вище за течією на відстані 1 км розташоване село Виноминівка, нижче за течією на відстані 0,5 км розташоване село Зеленківка. Річка в цьому місці звивиста, утворює лимани, стариці та заболочені озера. Поруч проходить автомобільна дорога М03.

## Історія
12 червня 2020 року, відповідно до розпорядження Кабінету Міністрів України № 721-р «Про визначення адміністративних центрів та затвердження територій територіальних громад Полтавської області», село увійшло до складу Чутівської селищної громади.
19 липня 2020 року, в результаті адміністративно - територіальної реформи та ліквідації Чутівського району, село увійшло до складу новоутвореного Полтавського району.

## Населення
Згідно з переписом УРСР 1989 року чисельність наявного населення села становила 596 осіб, з яких 280 чоловіків та 316 жінок.
За переписом населення України 2001 року в селі мешкало 525 осіб.

### Мова
Розподіл населення за рідною мовою за даними перепису 2001 року:
| Мова            | Кількість | Відсоток |
| --------------- | --------- | -------- |
| українська      | 534       | 98.53%   |
| російська       | 6         | 1.11%    |
| білоруська      | 1         | 0.18%    |
| інші/не вказали | 1         | 0.18%    |
| Усього          | 542       | 100%     |

## Економіка
- ПП «Зоря».
- В селі працюють 5 побутових та продуктових магазинів.

## Об'єкти соціальної сфери
Працює Войнівська загальноосвітня школа І-ІІІ ступенів, де навчаються учні Смородщанської, Федорівської шкіл І-ІІ ступенів, Сторожівської школи І-ІІІ ступенів, с. Зеленківка. Працюють відділення Укрпошти та Ощадбанку. Молодь може проводити вільний час в сільському клубі, де є всі умови для відпочинку.